# Cecidomyia concinna
Espèce
Synonymes
Cecidomyia elegans Walker, 1856
Cecidomyia concinna est une espèce d'insectes de l'ordre des diptères, du sous-ordre des nématocères et de la famille des Cecidomyiidae.